# 松本幸四郎 (7代目)
七代目 松本 幸四郎（しちだいめ まつもと こうしろう、1870年6月10日（明治3年5月12日） - 1949年（昭和24年）1月27日）は、明治から昭和前期の歌舞伎役者、日本舞踊藤間流家元。本名、藤間金太郎（ふじま きんたろう）。舞踊の名跡は三代目藤間勘右衛門 → 藤間勘斎。屋号は高麗屋。俳名に錦升・琴松・紫香、雅号に白鸚がある。

## 来歴
1870年（明治3年）、伊勢国員弁郡長深村（現：三重県員弁郡東員町長深）で、土建屋「福田屋」の親方・秦専治と妻りょうの三男として生まれた（幼名・豊吉）。
秦家の菩提寺は真宗高田派南松山大雲寺。秦家は豊吉の長姉の婿が継ぎ、その曾孫の娘にシンガーソングライターの岡村孝子（母方が秦家）がいる。秦豊吉は、幸四郎の長兄の息子であり、甥にあたる。 
1874年（明治7年）に一家で上京し、饅頭を商っていたところ、店の常連客になっていた舞踊の藤間流家元である振付師・二代目藤間勘右衛門に請われて数え3歳で養子となり、藤間金太郎と改名。
1880年（明治13年）、九代目市川團十郎の門弟となり、市川金太郎を名乗る。翌年4月、東京春木座における『近江源氏先陣館・盛綱陣屋』の小四郎で初舞台を踏む。

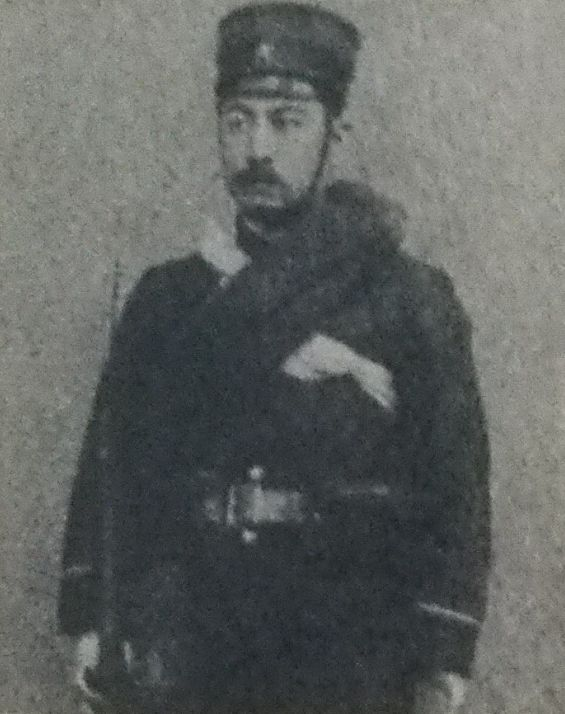
露営の夢（1910年）

1889年（明治22年）3月、新富座で四代目市川染五郎を襲名。1903年（明治36年）5月には歌舞伎座で八代目市川高麗蔵を襲名。このころから團菊を継ぐ次世代の有望株として注目を集めるようになる。
1911年（明治44年）11月、帝国劇場（帝劇）で七代目松本幸四郎を襲名。以後、明治末から昭和初めまでは副座長として同劇場を拠点に活躍、新作や翻訳劇にも挑戦する。1930年（昭和5年）、帝劇が松竹傘下になったことに伴って、同社と専属契約を結ぶ。
1945年（昭和20年）9月22日、連合国軍最高司令官総司令部により封建的忠誠や復讐の心情に立脚する演目が禁止された。そうした制限の中で『菅原伝授手習鑑』を演じるが、同年11月20日に寺子屋の段が反民主主義的という理由で上演中止が命じられた。
晩年になっても積極的に舞台に出演し、1946年（昭和21年）には生涯最後の『勧進帳』の弁慶を、また翌年の東京劇場、翌々年の大阪歌舞伎座では『仮名手本忠臣蔵』の通し上演も勤め上げた。1948年（昭和23年）12月、新橋演舞場での大岡越前役が最後の舞台となった。
1949年（昭和24年）1月27日、死去。享年80（満78歳没）。門弟の前で振付を見せた翌日に亡くなるという最期だった（後述）。

## 芸風
恵まれた容貌、堂々たる口跡に裏打ちされた風格のある舞台で、時代物や荒事に本領を発揮した。また舞踊にも秀で、藤間流の家元として活躍した。
当たり役の筆頭に挙げられるのが『勧進帳』の弁慶で、師匠・團十郎以後の第一人者として、生涯に約1600回演じた。殊に1943年（昭和18年）歌舞伎座にて、六代目尾上菊五郎の義経、十五代目市村羽左衛門の富樫と共演した舞台は映画に残され、今日でも往時の舞台ぶりを知る貴重な記録となっている。辛口の劇評で知られた岡鬼太郎をして「風貌音声の堂々たる、先づ当代での随一。誰がどの件で立ち向はうと、此の金城鉄壁には矢も立たぬ」（『演芸画報』昭和7年12月号）と評したほど、近代随一の弁慶役者であった。
他には『大森彦七』、『菅原伝授手習鑑・車引』の梅王丸、『一谷嫩軍記』や『源平魁躑躅』（扇屋熊谷）の熊谷直実、『博多小女郎波枕』（毛剃）の毛剃、『暫』の鎌倉権五郎、『矢の根』の曾我五郎、舞踊で『積恋雪関扉』（関の扉）の関守関兵衛実は大伴黒主、『茨木』の渡辺綱、『素襖落』などが当り役である。
一方で、音楽劇や翻訳劇を上演するという、進歩的な側面もあった。1905年（明治38年）には北村季晴の叙事唱歌『露営の夢』を舞台上演。後にはシェイクスピアの『オセロ』や『ジュリアス・シーザー』も演じている。
こうした、歌舞伎と西洋（洋物）の演劇に取り組む姿勢は、次男の初代松本白鸚や三男の二代目尾上松緑、さらにその後裔たちにも受け継がれている。

## 人物
十三代目片岡仁左衛門の自伝『仁左衛門楽我記』には「どんな役でも持って来られたら私は快く出る。人は高麗屋はなんだってあんな役にまで出るのだろう？ あんな役はことわればいいとごひいき筋でも言ってくださるが、出てくださいと言われることは、仲間にきらわれていない証拠ですよ。私の演し物の幕に幸四郎はださないように、と言われるようになっちゃおしまいだ。私のような者でも出て欲しいと頼まれることは、ありがたいことだと思うの」 と、その温厚な人柄を表す言葉が記されている。
非常に生真面目な上に辛抱強く、文字通り「体を張る」人物でもあった。三男である二代目松緑の著書『松緑芸話』（講談社、1989年／講談社文庫、1992年）には、『茨木』の渡辺綱を演じた際に、幕切れの見得で体を伸ばし過ぎて心筋梗塞を起こしたことが紹介されている。　
その性格のためか、若い頃はあまり俊才とは見られていなかったようで、田村成義著「藝界通信　無線電話」中で、著者は冥界から電話で呼び出された師匠・九代目市川團十郎に「あれがもう少し物を早く呑み込んでくれると、ちょっと見られるようになりましょう」「少しはセリフ覚えがよくなりましたか？」などと心配させている。
さらに、1949年（昭和24年）2月の大阪歌舞伎座『助六』で三代目市川壽海が助六を勤めた際には、幸四郎は以前から出端の唄の振りの稽古をつけに行くことを約束していた。しかしその時体調を崩して寝込んでいたので、名代として門弟振付師の藤間良輔が出向くことになり、師匠に伺いをたてに行ったが、「聞いて分かるものじゃない、なまじっかなものを伝えては済まないから」と、わざわざ床から起き上がって下駄を履き、振りの要を幾度も見せた。その翌日に世を去った。

## 家族・親族
子孫の多くが歌舞伎役者であり、今日の歌舞伎に与えた影響は計り知れない。
子
- 十一代目市川團十郎（長男）
- 初代松本白鸚（次男）
- 二代目尾上松緑（三男）

女婿
- 四代目中村雀右衛門

孫
- 十二代目市川團十郎（十一代目團十郎の子）
- 初代市川壽紅（十一代目團十郎の子）
- 二代目松本白鸚（初代白鸚の子）
- 二代目中村吉右衛門（初代白鸚の子）
- 初代尾上辰之助（二代目松緑の子）
- 八代目大谷友右衛門（四代目雀右衛門の子）
- 五代目中村雀右衛門（四代目雀右衛門の子）

曾孫
- 十三代目市川團十郎（十二代目團十郎の子）
- 四代目市川翠扇（十二代目團十郎の子）
- 十代目松本幸四郎（二代目白鸚の子）
- 松本紀保（二代目白鸚の子）
- 松たか子（二代目白鸚の子）
- 四代目尾上松緑（初代辰之助の子）
- 三代目大谷廣太郎（八代目友右衛門の子）
- 二代目大谷廣松（八代目友右衛門の子）

玄孫
- 四代目市川ぼたん（十三代目團十郎の子）
- 八代目市川新之助（十三代目團十郎の子）
- 八代目市川染五郎（十代目幸四郎の子）
- 三代目尾上左近（四代目松緑の子）
- 六代目尾上菊之助（二代目吉右衛門の孫）